# Pedro Alcalá
Pedro Alcalá Guirado (Mazarrón, 19 de março de 1989) é um futebolista espanhol que atua como zagueiro. Atualmente, defende o Cartagena.

## Carreira
Alcalá começou a carreira no Málaga.[carece de fontes?]

## Títulos
Espanha Sub-20
- Jogos do Mediterrâneo: 2009[1]